# La fanciulla che cerca amore
La fanciulla che cerca amore (The Greatest Thing in Life) è un film muto del 1918 diretto da D.W. Griffith.

## Trama
A New York, Edward Livingston, ricco rampollo viziato di una famiglia della buona società, non è del tutto tranquillo perché si rende conto che sta innamorandosi di Jeannette Peret, la figlia di Leo, un modesto tabaccaio del Greenwich Village. I suoi modi altezzosi e supponenti allontanano ben presto da lui la ragazza che, delusa, cerca di dimenticarlo. Poiché il padre di Jeannette coltiva il sogno di tornare in Francia, la sua terra natale, Edward gli fa avere, in forma anonima, un assegno di mille dollari che Perret usa per rivedere, insieme alla figlia, il villaggio sulla Marna dov'è nato. Edward li segue ma quando vede che Jeannette accetta il corteggiamento di Le Bebe, un venditore ambulante di verdure, il giovane lascia l'Europa per tornare a New York.
Allo scoppio della guerra, Edward si arruola e parte per la Francia, dove si trova a combattere in prima linea, nelle trincee. Testimone di atti di coraggio e di sacrificio, il suo carattere cambia e, davanti alla morte, scopre il sentimento di solidarietà che lo unisce ai suoi compagni. Uno dei soldati, un giovane nero che gli aveva offerto poco prima il suo ultimo goccio d'acqua, viene colpito e gli muore tra le braccia, invocando il nome della madre. Edward non può fare altro che baciare il moribondo sulla guancia.
Leo, che nasconde un telefono militare con il quale si tiene in contatto con le forze francesi, dopo aver sentito il piano di attacco dei tedeschi, viene colpito. Jeannette, preso l'apparecchio, chiusa in una cantina, riesce ad informare i francesi ma viene stanata dai tedeschi. Le Bebe muore per difenderla. La ragazza sarà salvata solo dall'intervento di un distaccamento USA guidato da Edward. Il giovane, diventato ormai un altro uomo, si è riscattato ormai agli occhi della ragazza amata, che ora lo accetta e si riconcilia con lui.

## Produzione
Il film fu prodotto dalla Artcraft Pictures Corporation con il titolo di lavorazione The Cradle of Souls.

## Distribuzione
Il copyright del film, richiesto da David W. Griffith, fu registrato il 15 novembre 1918 con il numero LP13064.
Distribuito dalla Artcraft Pictures Corporation, il film uscì nelle sale cinematografiche USA il 22 dicembre, dopo una prima tenuta il 15 novembre 1918. Griffith produsse per la première di Los Angeles un prologo teatrale diretto da George Fawcett che aveva come interpreti, tra gli altri, Rodolfo Valentino, Clarine Seymour e Carol Dempster.
In Italia, il film venne distribuito dalla Cardinal Productions nel 1924.
Copia della pellicola, un positivo a 35 mm., viene conservata dal Cohen Media Group nella Raymond Rohauer collection.